# Liste der Ministerpräsidenten von Tschechien
Dies ist eine Liste der Ministerpräsidenten der Tschechischen Republik seit deren Gründung am 1. Januar 1993.
| Ministerpräsidenten der Tschechischen Republik | Ministerpräsidenten der Tschechischen Republik | Ministerpräsidenten der Tschechischen Republik | Ministerpräsidenten der Tschechischen Republik | Ministerpräsidenten der Tschechischen Republik | Ministerpräsidenten der Tschechischen Republik                | Ministerpräsidenten der Tschechischen Republik | Ministerpräsidenten der Tschechischen Republik                                           |
| #                                              | #                                              | Bild                                           | Name                                           | Amtsantritt                                    | Amtsaustritt                                                  | Partei                                         | Kabinett                                                                                 |
| ---------------------------------------------- | ---------------------------------------------- | ---------------------------------------------- | ---------------------------------------------- | ---------------------------------------------- | ------------------------------------------------------------- | ---------------------------------------------- | ---------------------------------------------------------------------------------------- |
| 1                                              |                                                | Václav Klaus                                   | Václav Klaus                                   | 1. Januar 1993                                 | 2. Januar 1998                                                | ODS                                            | Regierung Václav Klaus I Regierung Václav Klaus II                                       |
| 2                                              |                                                | Josef Tošovský                                 | Josef Tošovský                                 | 2. Januar 1998                                 | 17. Juli 1998                                                 | parteilos                                      | Regierung Josef Tošovský (Übergangsregierung)                                            |
| 3                                              |                                                | Miloš Zeman                                    | Miloš Zeman                                    | 17. Juli 1998                                  | 12. Juli 2002                                                 | ČSSD                                           | Regierung Miloš Zeman                                                                    |
| 4                                              |                                                | Vladimír Špidla                                | Vladimír Špidla                                | 12. Juli 2002                                  | 26. Juni 2004                                                 | ČSSD                                           | Regierung Špidla                                                                         |
| 5                                              |                                                | Stanislav Gross                                | Stanislav Gross                                | 2. Juli 2004                                   | 25. April 2005                                                | ČSSD                                           | Regierung Gross                                                                          |
| 6                                              |                                                | Jiří Paroubek                                  | Jiří Paroubek                                  | 25. April 2005                                 | 4. September 2006                                             | ČSSD                                           | Regierung Paroubek                                                                       |
| 7                                              |                                                | Mirek Topolánek                                | Mirek Topolánek                                | 4. September 2006                              | 8. Mai 2009                                                   | ODS                                            | Regierung Mirek Topolánek I (vom Parlament nicht bestätigt) Regierung Mirek Topolánek II |
| 8                                              |                                                | Jan Fischer                                    | Jan Fischer                                    | 8. Mai 2009                                    | 28. Juni 2010                                                 | parteilos                                      | Regierung Jan Fischer (Übergangsregierung)                                               |
| 9                                              |                                                | Petr Nečas                                     | Petr Nečas                                     | 28. Juni 2010                                  | 17. Juni 2013                                                 | ODS                                            | Regierung Petr Nečas                                                                     |
| 10                                             |                                                | Jiří Rusnok                                    | Jiří Rusnok                                    | 25. Juni 2013                                  | 29. Januar 2014                                               | parteilos                                      | Regierung Jiří Rusnok (Übergangsregierung)                                               |
| 11                                             |                                                | Bohuslav Sobotka                               | Bohuslav Sobotka                               | 29. Januar 2014                                | 13. Dezember 2017                                             | ČSSD                                           | Regierung Bohuslav Sobotka                                                               |
| 12                                             |                                                | Andrej Babiš                                   | Andrej Babiš                                   | 13. Dezember 2017                              | 28. November 2021 bis 17. Dezember 2021 noch geschäftsführend | ANO 2011                                       | Regierung Andrej Babiš I (vom Parlament nicht bestätigt) Regierung Andrej Babiš II       |
| 13                                             |                                                | Petr Fiala                                     | Petr Fiala                                     | 28. November 2021                              | amtierend                                                     | ODS                                            | Regierung Petr Fiala                                                                     |